# 唐遠閣
唐遠閣（1963年11月17日—），聖名若瑟，四川金堂人，天主教成都教區正權主教，獲宗座和中国天主教主教团雙方承認。

## 生平
唐远阁生於一個天主教教友家庭，1984年至1988年在四川天主教神哲學院学习，1991年晉鐸後在成都教區工作，其间1997年至1998年曾在海南宗座監牧區服務。後任四川省天主教教務委員會副秘書長、邛崍市政協常委、成都市天主教愛國會主席。
2014年5月8日，唐远阁當選為天主教成都教區正權主教候選人，2015年獲得宗座任命。2016年11月30日在成都平安桥主教座堂晉牧，由中国天主教爱国会主席房兴耀主教主礼。唐远阁的晉牧被視為中梵關係改善的跡象，但祝聖禮上有當時被宗座視為「非法」的樂山教區雷世銀主教共祭並為新牧覆手。